# Raúl Meza Torres
César Raúl Meza Torres (Culiacán, Sinaloa; 31 de octubre de 1991-Zapopan, Jalisco; 25 de abril de 2010), comúnmente referido por su alias «El Mini 6», fue un presunto asesino mexicano del Cártel de Sinaloa, un grupo criminal con sede en Sinaloa. Era el hijo de Raúl Meza Ontiveros (alias «El M6»), líder del Cartel de Sinaloa. A la edad de 15 años, Meza Torres aspiraba a ser como su padre y se involucró en el crimen organizado. Era popular en las redes sociales por posar en imágenes con armas y por seguir los pasos de su padre. Las fotos de Meza Torres más tarde sirvieron de inspiración para otros adolescentes que aspiraban a unirse al crimen organizado en México.
Sin embargo, su carrera criminal fue efímera. Meza Torres fue abatido a la edad de 18 años después de una parada de tráfico en Zapopan, Jalisco, el 25 de abril de 2010. Según la policía, Meza Torres y uno de sus cómplices fueron detenidos, pero intentaron intimidar a los policías mostrándoles sus armas. Cuando los oficiales les ordenaron que se entregaran, Meza Torres mató a un oficial pero fue herido de muerte por otro. Fue llevado a un hospital privado y declarado muerto esa mañana.

## Primeros años
César Raúl Meza Torres nació en Culiacán, Sinaloa, México, el 31 de octubre de 1991. Su certificado de nacimiento se registró en Cosalá, Sinaloa, el 7 de febrero de 1992. Sus padres fueron Raúl Meza Ontiveros y Aida Elizabeth Torres Félix. Según informes, su padre era un líder de alto rango del Cártel de Sinaloa, un grupo criminal con sede en Sinaloa. Su madre era la hermana de Javier Torres Félix (alias «El JT») y Manuel Torres Félix (alias «El M1»), quien trabajó junto a su padre. Meza Torres fue referido a menudo por su alias «El Mini 6», en referencia a su padre, cuyo alias era «El M6». También fue apodado Raulillo y Raulito, diminutivos de su segundo nombre Raúl.
Muchos de los familiares de Meza Torres estaban involucrados en el narcotráfico al igual que su padre, aunque no está claro si se involucraron en el delito por razones financieras o porque disfrutaron trabajando en esa industria. Varios familiares de Meza Torres, entre ellos su padre, sus tíos y sus primos, han sido asesinados por fuerzas de seguridad, grupos criminales rivales o arrestados por su presunta participación en el crimen organizado. Meza Torres también tuvo una relación sentimental con Teresa Zambada Ortiz, hija de Ismael Zambada García (alias «El Mayo»), un líder de alto rango del Cártel del Sinaloa al que su padre y los cuñados respondían.

## Carrera criminal
Desde que era joven, Meza Torres aspiraba a ser como su padre. A la edad de 15 años, se involucró en las actividades del crimen organizado en el Cártel de Sinaloa y comenzó a seguir los pasos de su padre. Se unió al Cártel de Sinaloa como uno de sus jóvenes asesinos. En los medios sociales, tenía varias fotos de sí mismo posando con AK-47; la mayoría de ellas fueron subidos por él o sus amigos. Sus amigos lo admiraban y, a menudo, comentaban cómo estaba dispuesto a ser tan influyente como su padre. Meza Torres era popular en Facebook y en MetroFLOG, y su imagen más tarde ayudó a inspirar a otros jóvenes mexicanos a seguir carreras como asesinos del crimen organizado.
El 9 de octubre de 2007, unos meses después de que su padre fuera asesinado, Meza Torres (de 15 años) fue detenido por la policía de tránsito en el barrio de Las Quintas en Culiacán por conducir un vehículo blindado sin matrícula. Posteriormente fue arrestado después de no tener el papeleo que lo acreditó como el propietario legal del vehículo. Era menor de edad en ese momento y estaba con otros dos niños menores de edad, Brayan Raúl Rodríguez Verdugo (14 años) y Jesús Arley Pérez (17 años). En el informe policial, la dirección de Meza Torres estaba en el barrio de Villa Satélite en Culiacán.
Meza Torres se encontró con más problemas legales dos años después. El 19 de junio de 2009, él estaba corriendo en carreras de aceleración en Las Quintas cuando apareció la policía de tránsito. Cuando la policía llegó al lugar y ordenó a los dos vehículos que se detuvieran, varios hombres armados salieron de sus vehículos y comenzaron a disparar contra los oficiales. Se desató un tiroteo entre la policía de tránsito y los asaltantes. Los hombres armados finalmente huyeron de la escena y abandonaron uno de los dos vehículos. Cuando las autoridades estatales llegaron al lugar para investigar la escena del crimen, descubrieron que el vehículo abandonado era propiedad de Meza Torres, y que había una placa dentro del vehículo que correspondía a una que se reportó como robada. En la escena, descubrieron cartuchos 5,7 × 28 mm, .223 Remington, .38 Super y .45 ACP. Un policía resultó herido en el ataque.

## Muerte
El 25 de abril de 2010, Meza Torres, de 18 años, murió en un tiroteo con agentes de la policía municipal en Zapopan, Jalisco. El enfrentamiento comenzó a primeras horas de la mañana, cuando los agentes de policía patrullaban el vecindario de Las Águilas, en la intersección entre las calles Sierra Tapalpa y Avenida 18 de Marzo, y notó un vehículo que encontraron sospechoso. Cuando los policías ordenaron que el vehículo se detuviera para una búsqueda de rutina, Meza Torres y su cómplice Fidel Rojas Félix (22 años) se burlaron de ellos sacando sus armas y disparando hacia arriba en el aire. Los oficiales les pidieron que se calmaran y se entregaran, pero ambos hombres atacaron a los oficiales. Meza Torres mató al oficial de policía Jaime Vicente Morales Domínguez, quien murió instantáneamente después de recibir un disparo en la cabeza. El oficial de policía José Luis Monroy sufrió tres heridas de bala en su mano, pierna y tórax. Sin embargo, Monroy pudo responder a la agresión y herir mortalmente a Meza Torres.
Después de ver que a Meza Torres le dispararon, Rojas Félix intentó huir de la escena saltando a la azotea de una propiedad. Fue arrestado allí por otros policías. La policía confirmó que ambos hombres eran de Sinaloa. En la escena, los agentes de policía confiscaron un arma de fuego de .38 Super (utilizada por Rojas Félix) y 9 mm (utilizada por Meza Torres), 22 cartuchos de municiones y dos cartuchos. Rojas Félix fue detenido por funcionarios estatales de la Oficina de Homicidio Intencional del fiscal general, donde el gobierno determinaría su estado criminal. Cuando fue interrogado, Rojas Félix declaró que Meza Torres y él se habían reunido con Ignacio Coronel Villarreal (alias «Nacho»), presunto líder del Cártel de Sinaloa, días antes. También afirmó que las armas que llevaban eran propiedad de Coronel Villarreal. Esta información llegó a la Subprocuraduría Especializada en Investigación de Delincuencia Organizada (SEIDO), la entonces agencia de investigación de crimen organizado de México, pero se negaron a investigar.
La Policía Municipal de Zapopan declaró que eventualmente planearían llevar a cabo una ceremonia en memoria de su oficial caído. Meza Torres fue trasladado en un vehículo privado al hospital para tratar sus heridas de bala. Fue declarado muerto a las 3:40 a. m. después de la intervención médica. El informe de su autopsia confirmó que Meza Torres tenía una herida de bala y múltiples lesiones contundentes en la cabeza, probablemente producidas por golpes con culata de pistola. Su cuerpo fue trasladado a Culiacán ese día, donde su familia tuvo un velatorio en una funeraria en el bulevar Emilio Zapata. Su cuerpo permaneció en la funeraria durante tres días antes de que su familia lo enviara a la casa de Meza Torres, donde se realizó otro velatorio. Fue enterrado el 29 de abril de 2010.

## Legado
Cuando Meza Torres era adolescente, músicos compusieron dos narcocorridos sobre él. El primero fue hecho por Jesús Arley Pérez, un amigo suyo desde hace mucho tiempo. El segundo hablaba sobre su uniforme militar, su estilo de vida como criminal, y el AK-47 que usaba y aparecía en varias imágenes. Luego de su muerte, otros narcocorridos que detallan su vida y su muerte fueron compuestos. Varios de ellos fueron disponibles en YouTube.

## Lectura adicional
- Montenegro, José Luis (2015). Narcojuniors: Los herederos del poder criminal. Random House. ISBN 6073129343.
- Valdez Cárdenas, Javier (2017). The Taken: True Stories of the Sinaloa Drug War (en inglés). Universidad de Oklahoma. ISBN 0806158875.